# Arena Santos
A Arena Santos é um ginásio poliesportivo brasileiro localizado na cidade de Santos, São Paulo, Brasil, está localizada na Vila Mathias, é o maior ginásio do município.

## História
Foi inaugurada em 27 de outubro de 2010, com capacidade para 5.000 espectadores, para ser uma das sedes dos Jogos Abertos do Interior daquele ano, que aconteceu de de 4 a 14 de novembro de 2010.
No ano seguinte, foi um dos ginásios que recebeu o Campeonato Mundial de Handebol Feminino de 2011.
Em 2013, o corpo do cantor Chorão foi velado no local.